# 萬都中國
萬都中國控股有限公司，簡稱萬都中國控股，以及萬都中國（英語：Mando China Holdings Limited），於1994年由韓國萬都機械股份有限公司、廊坊制动空压机厂，以及卢卡斯公司於中國大陸合資設立。
董事長和首席執行官為Shim, Sang Deok。總部位於中國大陸北京市密雲縣經濟開發區C區西統路。
而主要業務為銷售和生產制动、转向及悬挂装置和系统。

## 旗下公司
萬都（北京）汽車底盤系統有限公司、萬都（北京）汽車部件研究開發中心有限公司、萬都（北京）貿易有限公司、萬都（哈爾濱）汽車底盤系統有限公司、萬都（寧波）汽車零部件有限公司、萬都（瀋陽）汽車零部件有限公司、萬都底盤部件（蘇州）有限公司、萬都（天津）汽車零部件有限公司。

## 招股
招股價為6.80港元至8.60港元，當時原代碼為1356，全球發售原為2.43億股（當中1.82億股為母公司萬都韓國的舊股），集資額為16.55億港元，股份則在2013年5月31日於港交所主板上市，但由於市況波動，要押後上市。

## 連結
- mandochina.com （页面存档备份，存于）